# Larken Disk Drive Interface
Larken Disk Drive Interface, označovaný také jako Larken TS1000 Disk System nebo Larken ZX81 Disk System, je disketový řadič pro počítače Timex Sinclair 1000 a Sinclair ZX81 vyvinutý společností Larken Electronics. Systém vznikl později než Aerco FD-ZX a i později než Larken Disk System. Řadič byl dodáván jako osazená deska tištěného spoje nezabudovaná do krytu. DOS diskového řadiče byl o něco lepší než DOS řadiče FDC-100 společnosti Compusa.
O systému bylo vydáno málo informací, proto se Bill Harmer rozhodl tyto informace shromáždit a vydat společně.

## Ovládání řadiče
Disketový řadič je možné ovládat z prostředí LDOSu, který je spouštěn příkazem RAND USR 14336. LDOS poskytuje šest příkazů:
- LOAD,
- SAVE,
- DIRECTORY,
- FORMAT,
- EXIT,
- DELETE.

Příkazy LDOSu je možné volat i z programu zařazením USR 14336 do programu s tím, že na následujícím řádku je za REM volaný příkaz, např.:
- uložení programu:

```
9000 PRINT USR 14336
9010 REM SAVE "PRG.B1"
```

- výpis obsahu adresáře:

```
9200 PRINT USR 14336
9210 REM DIRE
```

Další funkce, např. pro detekci vadných sektorů nebo pro kopírování z mechaniky 1 na mechaniku 2, byly dodávány jako samostatné programy.

## Technické informace
- počet možných souborů na disketě: 52, maximální velikost souboru: 47040 bajtů,[7]
- formát diskety je shodný s formátem disket Larken Disk Systemu pro TS2068,[4][5]
- ROM: 2 KiB,[7] mapovaná do adresního prostoru 14-16 KiB,[4][5]
- RAM: 2 KiB, mapovaná do adresního prostoru 12-14 KiB.[4][5]

Systém řadiče nevyužívá žádnou paměť RAM počítače.